# Evoplosoma virgo
Evoplosoma virgo is een zeester uit de familie Goniasteridae.
De wetenschappelijke naam van de soort werd in 1982 gepubliceerd door Maureen Downey.